# Anilios ammodytes
Espèce
Synonymes
- Typhlops ammodytes Montague, 1914
- Austrotyphlops ammodytes (Montague, 1914)
- Ramphotyphlops ammodytes (Montague, 1914)

Anilios ammodytes est une espèce de serpents de la famille des Typhlopidae. 

## Répartition
Cette espèce est endémique de la région de Pilbara en Australie-Occidentale en Australie.

## Description
L'holotype d'Anilios ammodytes mesure 230 mm et d'un diamètre à la moitié du corps de 4 mm. Cette espèce a le corps uniformément brun grisâtre pâle, un peu plus léger sur la face ventrale.

## Étymologie
Son nom d'espèce, du latin ammodytēs, « qui se cache dans le sable », lui a été donné en référence à son biotope. L'holotype a en effet été découvert dans le sable, sous un rocher, sur Hermite Island.

## Publication originale
- Montague, 1914 : A report on the Fauna of the Monte Bello Islands. Proceedings of the Zoological Society of London, vol. 1914, no 35, p. 625-652 (texte intégral).